# Aria pura
Aria Pura es el quinto álbum de Al Bano & Romina Power contenía la versión en inglés del éxito como solista de Romina Power "Con Un Paio Di Blue Jeans": "U. S. America". La versión en español del álbum se tituló "Momentos".

## Canciones
Cara A
1. "Ore 10
2. "Aria Pura"
3. "Il Mestiere Di Vivere"
4. "Granada Dream"
5. "Agua De Fuente"

Cara B
1. "Heart Games"
2. "All'Infinito"
3. "Who?"
4. "U.S. America"